# لنگبی (مینه‌سوتا)
لنگبی، مینه‌سوتا (به انگلیسی: Lengby, Minnesota) یک شهر در ایالات متحده آمریکا است که در شهرستان پولک واقع شده‌است.

## خصوصیات
لنگبی ۰٫۷۵ کیلومترمربع مساحت و ۸۶ نفر جمعیت دارد و ۴۲۲ متر بالاتر از سطح دریا واقع شده‌است.